# Аардла
А́ардла (ест. Aardla küla) — село в Естонії, у волості Кастре повіту Тартумаа.

## Населення
Чисельність населення на 31 грудня 2011 року становила 151 особу.

## Географія
Через населений пункт проходить автошлях 22141 (Гааслава — Вана-Куусте).

## Історія
До 24 жовтня 2017 року село входило до складу волості Гааслава.